# Jalca

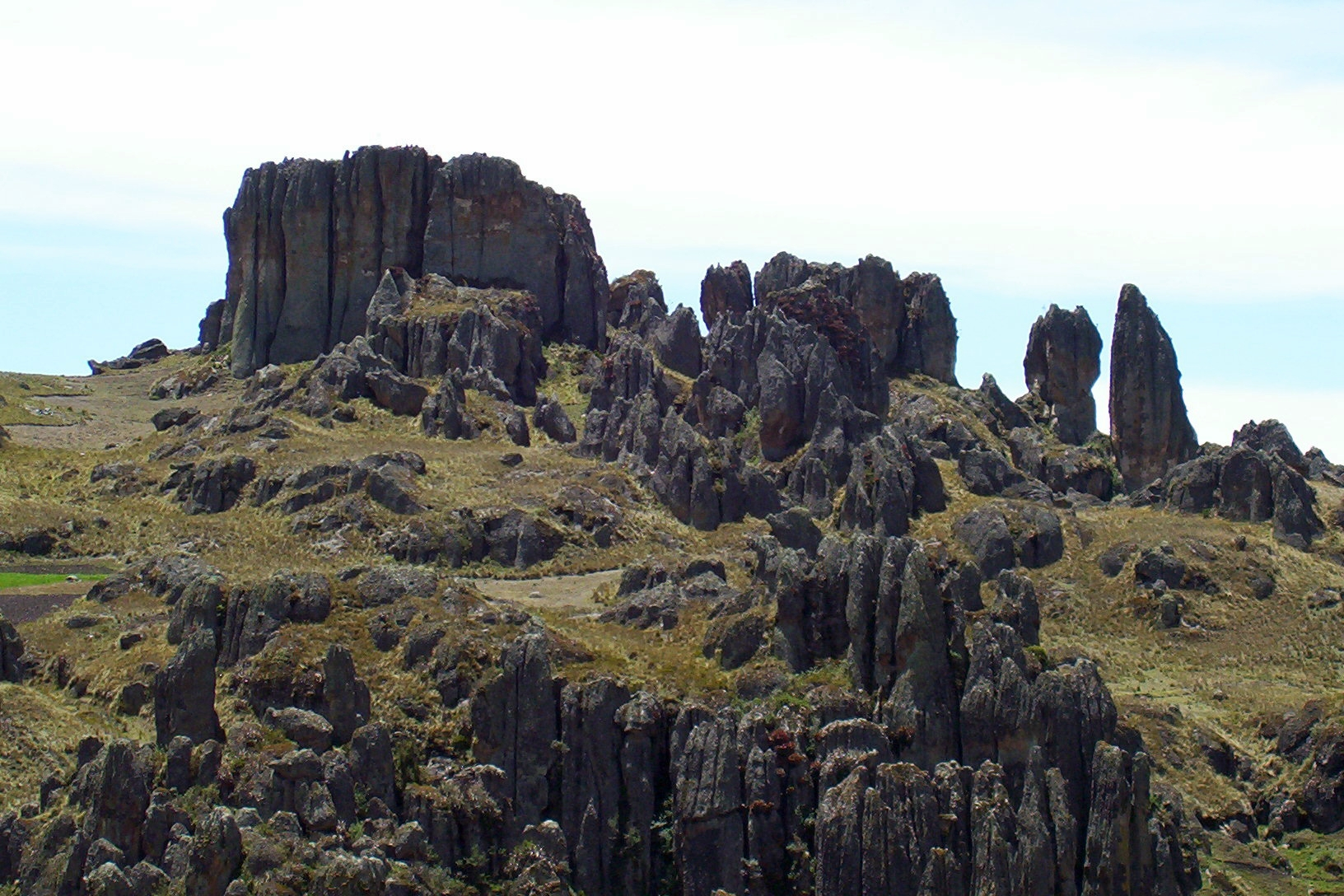
El Páramo-Jalca, en las alturas de la región de Cajamarca, Perú.

Jalca es una región natural o ecorregión propia de los Andes peruanos, definida en su sentido más amplio como la serranía arbustiva o de pradera, húmeda o subhúmeda, situada entre la cordillera nevada y el bosque andino (yungas) del Perú. En su sentido más restrictivo es una pequeña región de montaña altoandina del norte del Perú. No existe pues actualmente un consenso ni unidad de criterios entre los estudiosos peruanos sobre su definición y alcances.
El término Jalca proviene del idioma quechua haallqa o sallqa (silvestre, salvaje, tierra desierta) y hallqa runa (hombre de la altura). Su significado varía según los autores, pudiendo referirse a alguna de las siguientes formas:
- Jalca sinónimo de Suni: Según Javier Pulgar Vidal equivale a la región andina a lo largo de todo el Perú entre los 3,500 y 4,000 m s. n. m.[1]

- Jalca sinónimo de Puna: Algunos geógrafos consideran que equivale a la región altoandina entre los 4,000 y 4,800 m s. n. m.[2]

- Jalca sinónimo de Páramo: Definido como los Andes tropicales del norte del Perú,[3] sinónimo de Páramo tal como lo consideran estudiosos de esta región y entidades gubernamentales.[4] También es llamada región Páramo-Jalca, en este sentido es comparable a los páramos de Ecuador, Colombia, Venezuela y Centroamérica.

- La Jalca peruana como región con su propia identidad: Definido como un ecosistema altoandino húmedo y de una altura entre los 3,100 y la cima andina que escasamente sobrepasa los 4,200 m s. n. m. en el norte del Perú.[5] Según Weberbauer (1945) constituye el nombre autóctono que recibe el territorio altoandino de la Sierra Norte, distribuido entre 8°30′ y 6°30′L.S. y al oeste del curso del río Marañón. La depresión de Huarmaca la separa de la región de los páramos del norte y al sur limita con la región de Puna.[6]

## La Jalca peruana
En la región Jalca se tiene amplias penillanuras, ubicadas en una extensa área desde el Nudo de Loja (Ecuador) pasando por Piura, Amazonas, Cajamarca, Lambayeque, La Libertad y las provincias del Norte de Huánuco (Perú), con alturas de 3000 a 4200 m s. n. m., no existen montañas nevadas en esta zona. Los contornos geográficos son más o menos redondeados, no son tan abruptos como en la Puna del Sur; sin embargo están atravesados por profundos cañones que corresponden al curso alto del río Marañón, del río Utcubamba y del río Huallaga. Son áreas fuertemente afectadas por vientos siendo bastante ventosas y a pesar de las bajas alturas, las temperaturas están entre 8° y 10° en promedio (Pablo Sánchez Zevallos, 2010).
Weberbaruer (1945) y Dillon (2004) la consideran como “más seca que el Páramo y más mojado que la Puna”; en cambio para el WWF constituye una ecorregión de tipo páramo denominada Páramos de la Cordillera Central.
Las formaciones de Jalca del Perú norteño vienen apoyado a los habitantes pastoriles desde hace más de 3000 años y su posición vital en el ciclo hidrológico es evidente. Una multitud de cubetas de río (en cuencas) tienen sus orígenes en la Jalca y los ríos fluyen al oriente (Atlántico) y occidente (Pacífico). Este suministro de agua es vital para el consumo humano e irrigación en las tierras más bajas. Con la reciente expansión de actividades humanas, agricultura y minería estos lugares están modificándose y destruyendo.
En esta zona el índice de pluvialidad es muy alto, las temperaturas son más rigurosas, con grandes oscilaciones térmicas entre el día y la noche.
Flora: Crecen el sauco, la cantuta, cola de zorro, wiñay-wayna (quechua, "juventud eterna", una variedad de orquídea), quinua, cañihua, tarhui (una variedad de lupino), oca y olluco.
Abunda una gramínea que se cultiva y que permitió la domesticación del cuy en grandes proporciones.
Fauna: En cuanto a la fauna típica, encontramos ejemplares tales como el zorzal negro, allagay y el cuy.
Los defensores del concepto de Jalca como un región exclusiva del Perú, sostienen que la palabra jalca es muy distinta a la de Páramo y no debe ser empleada como sinónimo, pues los Páramos estarían en los Andes de Venezuela, Colombia y Ecuador, mas no en el Perú.[cita requerida]